# Bignonia diversifolia
Bignonia diversifolia là một loài thực vật có hoa trong họ Chùm ớt. Loài này được Kunth mô tả khoa học đầu tiên năm 1818.